# Trăiască Regele
Trăiască Regele (Żyj długo, Królu) to hymn państwowy Rumunii w latach 1866–1948. Muzykę skomponował Eduard Hübsch, a słowa napisał Vasile Alecsandri.

## Oficjalne słowa
Trăiască Regele
În pace și onor
De țară iubitor
Și-apărător de țară.
Fie Domn glorios
Fie peste noi,
Fie-n veci norocos
În război.
O! Doamne Sfinte,
Ceresc părinte,
Susține cu a ta mână
Coroana Română!
Trăiască Patria
Cât soarele ceresc,
Rai vesel pământesc
Cu mare, falnic nume.
Fie-n veci el ferit
De nevoi,
Fie-n veci locuit
De eroi.
O! Doamne Sfinte,
Ceresc Părinte,
Întide a Ta mână
Pe Țara Română!